# Pyrrosia pekinensis
Pyrrosia pekinensis là một loài dương xỉ trong họ Polypodiaceae. Loài này được C. Chr. Ching mô tả khoa học đầu tiên năm 1935.